# Gemeenteraadslid
Een gemeenteraadslid (ook wel afgekort tot 'raadslid' in de spreektaal) is een gekozen volksvertegenwoordiger binnen een gemeente. Alle gemeenteraadsleden van één gemeente vormen samen de gemeenteraad van de betreffende gemeente. Gemeenteraadsleden kunnen worden ondersteund door burgerraadsleden.

## België
De gemeenteraadsleden worden om de zes jaar op de tweede zondag van oktober rechtstreeks gekozen, door alle kiezers van de gemeente, voor de periode van zes jaar, te rekenen van de 1ste januari na hun verkiezing. Het aantal gemeenteraadsleden is afhankelijk van het aantal inwoners van een gemeente, maar is steeds een oneven aantal. De gemeenteraadsleden vormen samen met het college van burgemeester en schepenen de gemeenteraad.
Een gemeenteraadslid is meestal lid van een landelijke politieke partij, hoewel met name in kleinere gemeenten plaatselijke lijsten kunnen voorkomen.
Verschillende leden die tot eenzelfde partij behoren, duiden meestal een fractieleider aan. Een gemeenteraadslid krijgt voor zijn inspanningen geen salaris, maar een zitpenning per bijgewoonde vergadering van de gemeenteraad of van een commissie ervan.

## Nederland
De basisfunctie van een gemeenteraadslid op gemeentelijk niveau is enigszins vergelijkbaar met die van een Tweede Kamerlid op landelijk niveau en een lid van Provinciale Staten op provinciaal niveau. Oftewel: een gemeenteraadslid controleert het College van burgemeester en wethouders. Naast de controlerende rol hebben gemeenteraadsleden een kaderstellende rol (aangeven van de richting van het beleid). Tot 2002 maakten wethouders deel uit van de gemeenteraad. Dit bracht wethouders in een lastige situatie omdat zij zowel gemeentelijk beleid moesten uitvoeren als zichzelf controleren. Hieraan werd met de Wet dualisering gemeentebestuur een einde gemaakt.
Gemeenteraadsleden worden bijgestaan door een raadsgriffier. De griffie kan ook worden uitgebreid naar meer dan één medewerker. Ook deze medewerkers behoren toe aan de ondersteuning van de gemeenteraad.
Een raadslid wordt gekozen tijdens de gemeenteraadsverkiezingen, die elke vier jaar worden gehouden. Een gemeenteraadslid krijgt voor zijn inspanningen geen salaris, maar een maandelijkse vergoeding. Deze bestaat uit een vaste onkostenvergoeding en een vergoeding waarvan de hoogte afhangt van het inwonertal van de gemeente.
Een gemeenteraadslid kan optreden als lid van een fractie onder de vlag van een landelijke politieke partij, maar plaatselijke partijen komen veelvuldig voor.